# Dorcatoma minor
Dorcatoma minor är en skalbaggsart som beskrevs av Zahradnik 1993. Dorcatoma minor ingår i släktet Dorcatoma, och familjen trägnagare. Enligt den svenska rödlistan är arten sårbar i Sverige. Arten förekommer i Svealand. Artens livsmiljö är skogslandskap.